# 実録・史上最大の抗争 義絶状
『実録・史上最大の抗争 義絶状』（じつろく・しじょうさいだいのこうそう ぎぜつじょう）は、2002年発売の清水健太郎主演オリジナルビデオ。全2作。原案：村上和彦、企画・製作：村上劇画プロ。

## ストーリー
昭和56年7月23日、三代目山王会会長 竜造寺誠道が心不全で死去した（享年68歳）。続いて、翌昭和57年2月4日、三代目山王会若頭 谷岡健三（山本昌平）が持病が悪化し息を引き取ったことから、若頭補佐 山脇辰一（草刈正雄）と若頭補佐 武田力也（清水健太郎）による跡目争いが起き、三代目山王会は二つに割れ、5年に渡る、日本極道史上最大の抗争「山丸戦争」へと発展したのである・・・。

## キャスト
- 三代目山王会会長 竜造寺誠道：室田日出男
- 三代目山王会直参谷健組若衆 道内久二：真勝國之
- 三代目山王会若頭 谷健組組長 谷岡健三：山本昌平（1）
- 三代目山王会若頭補佐 武田組組長→四代目山王会会長 武田力也：清水健太郎
- 三代目山王会 武田組副組長→四代目山王会直参武田組副長 武田勝(武田力也の実弟)：哀川翔
- 三代目山王会筆頭若頭補佐 山辰組組長→丸和会会長 山辰組組長 山脇辰一：草刈正雄
- 三代目山王会会長竜造寺誠道夫人 竜造寺雅代：夏樹陽子
- 三代目山王会若頭補佐 村秀組組長→丸和会 村秀組組長 村田秀信：武見龍磨
- 三代目山王会若頭補佐 溝口組組長→丸和会 溝口組組長 溝口勝晴：？
- 三代目山王会直参 真田組組長 真田利雄：稲 健二
- 三代目山王会武田組若頭補佐→四代目山王会直参武田組若頭補佐 大井康晴：川本淳市
- 兵庫県警 山王会集中対策本部長 警視 野本昭男：島田洋八
- 大阪府警 捜査四課主任刑事 警部 島村弘：高橋和興
- 三代目山王会若頭補佐 鴨井組組長→丸和会理事長兼本部長 鴨井組組長 鴨井茂雄：渡辺裕之
- 三代目山王会舎弟 中尾組組長→丸和会最高顧問 中尾組組長 中尾礼一：岡崎二朗
- 三代目山王会直参 但馬組組長→四代目山王会若頭補佐 但馬組組長 但馬誠伍：武蔵拳
- 三代目山王会本部長 橋本組組長→四代目山王会若頭補佐兼本部長 橋本組組長 橋本国光：工藤俊作
- 三代目山王会若頭補佐 剛真会会長→四代目山王会若頭 剛真会会長  中浜勝義：吉川銀二
- 三代目山王会直参 二代目谷健組組長→四代目山王会若頭補佐 二代目谷健組組長 天堂忠臣：清水宏次朗
- 三代目山王会直参 高木組組長→丸和会 髙木組組長 高木将人：？
- 三代目山王会若頭補佐 南心会会長→四代目山王会舎弟頭 南心会会長 大西和弘(→四代目山王会会長代行)：川地民夫
- 三代目山王会直参 嘉門組組長→四代目山王会若頭補佐 嘉門組組長 嘉門耀司：ゆーとぴあピース
- 三代目山王会直参 桜木組組長→四代目山王会若頭補佐 一誠会会長  桜木正志：伊藤敏八
- 三代目山王会直参 北村組組長→ 四代目山王会若頭補佐 角成会会長 北村繁：山本竜二
- 三代目山王会直参 白瀬組組長→丸和会常任顧問 白瀬組組長 白瀬武男：堀田眞三
- 三代目山王会→四代目山王会舎弟補佐 益戸組組長 益戸敏於：高山登美男
- 錦城会総裁 錦城大聖：小林勝彦
- 山王会四代目継承盃 媒酌人：村上和彦
- 丸和会直参 木原組組長 木原徹：？
- 丸和会直参 木原組幹部 趙哲一：武智大輔（1）
- 丸和会常任理事 義道連合会会長 石沢裕樹：愛甲猛
- 四代目山王会直参 西組組長 西功：？（2）
- 兵庫県警本部長 警視正 桐山平蔵：？
- 錦城会二代目会長 岩井隆盛：ガッツ石松（2）

ナレーター
- 楠年明

## スタッフ
- 監督：石原興（1）、津島勝（2）
- 製作：水野純一郎
- 企画・製作：村上劇画プロ
- 原案：村上和彦
- プロデューサー：田中政裕・山本芳久
- キャスティングプロデューサー：藤原裕之（イップエンターテーメント）
- 脚本：村上和彦・旭井寧
- 音楽：ミュージックデザイン
- 撮影：藤原三郎
- 照明：中島利男（1）、村川康三（2）
- 美術：古賀次郎
- 録音：中路豊隆
- 装飾：木下保
- 編集：園井弘一
- 調音：上床隆幸
- 効果：藤原誠
- 助監督：井口誠一
- スクリプター：野崎やえこ（1）、桝形知子（2）
- 製作主任：阿曽芳則
- ネガ編集：関谷憲治
- 特機：大河原哲
- スチール：桂秀也
- ガンエフェクト：栩野幸知
- 刺青：栩野幸知（2）
- キモノスタイリスト：冨田伸明
- 演技事務：山緑美春
- 製作進行：井汲泰之・田辺正樹
- 装置：新映美術工芸
- 小道具：高津商会
- 持道具：京阪商会
- 衣裳：松竹衣裳
- 美粧：八木かつら
- 現像：IMAGICAウェスト
- フイルム：日本コダック
- VTR編集：キッズカンパニー
- ロケ協力：アークホテル京都、京都弥生会館（1）、カーニバルタイムズ（1）、ホテル嵐亭（1）、株式会社ゼロ・コーポレーション（2）、みやびじょんmiyavision（2）、ショーパブ アモーレ（2）
- 装飾協力：石黒医科器械株式会社、ヤマモト 宝石・時計・メガネ、tomita、フクダ電子京滋販売株式会社（2）
- 衣裳協力：京香織、井上資孝商店、株式会社ダンロップスポーツウェアー（1）
- 車輌協力：ROOTROCK、梅プロ
- 題字：村上和彦
- 製作：松竹京都映画

## VHS
発売元：松竹京都映画、販売元：GPミュージアム。全2巻。未DVD化。
- 実録・史上最大の抗争 義絶状（2002/08/25）[1]
- 実録・史上最大の抗争 義絶状2（2002/10/25）[2]

## 配信
Amazonプライムビデオ、FOD、ビデオマーケットなどで配信している。
以前はGYAO!でも配信されていた

## 備考
『実録・史上最大の抗争 四代目継承』というタイトルのオリジナルビデオがインターネット上で見受けられるが、本作『実録・史上最大の抗争 義絶状』のことである。